# Michail Vasiljevič Alexejev
Michail Vasiljevič Alexejev (rusky Михаил Васильевич Алексеев; 3. listopadujul./ 15. listopadu 1857greg. – 25. září 1918) byl ruský generál pěchoty a jeden z vůdců bílých v letech 1917–1918.

## Životopis

### Mládí
Michail Alexejev se narodil v rodině armádního kapitána Vasilije Alexejeva. V roce 1876 vystudoval po vzoru otce Moskevskou vojenskou školu a byl odvelen do 64. kazaňského pluku. Účastnil se rusko-turecké války v letech 1877–1878. V roce 1890 vystudoval Nikolajevskou vojenskou školu a stal se z něho starší pobočník ve velitelství 1. armádního sboru v Petrohradu. V letech 1898–1904 sloužil jako vojenský historik.

### Rusko-japonská válka
Když vypukla rusko-japonská válka, byl Alexejev v říjnu 1904 jmenován jedním z velitelů ruské 3. mandžuské armády. Během války byl vyznamenán zlatým mečem, Řádem Sv. Stanislava první třídy a Řádem Sv. Anny první třídy. V roce 1908 se Alexejev stal náčelníkem štábu v Kyjevě. V roce 1912 byl jmenován velitelem 13. armádního sboru. Ovládal řadu jazyků, procestoval Střední Asii, Indii a Čínu a napsal o tom několik cenných knih.

### První světová válka
Na počátku první světové války v roce 1914 se Alexejev stal náčelníkem generálního štábu na jihozápadním frontu. Plánoval ruskou ofenzívu do Haliče a když byl spolu s mnoha dalšími při pozdějším ústupu zajat, byl jediný generál, který ze zajetí uprchl.
Když byl velkokníže Nikolaj Nikolajevič Romanov odvolán z postu vrchního velitele armády a na jeho místo nastoupil car Mikuláš II., byl Alexejev jmenován náčelníkem štábu hlavního velitelství (Stavka). Na tomto postu sloužil v letech 1915–1917.

### Ruská občanská válka
Po únorové revoluci roku 1917 byl Alexejev jmenován vrchním velitelem ruské armády, později poradcem ministerstva války v prozatímní vládě. Alexejev byl velmi zbožný muž a nejen věrný voják, ale i ruský vlastenec, který měl v armádě značnou autoritu. Jako vrchní velitel armády se telegraficky zeptal svých generálů, zda jsou pro to, aby car Mikuláš II. odstoupil, a pak si velmi vyčítal, že k pádu cara tak přispěl.
Když v dubnu 1917 vypukly v Petrohradu nepokoje, velitel města generál Lavr Georgijevič Kornilov je chtěl potlačit násilím, což mu premiér Kerenskij zakázal. Kornilov se snad domníval, že Kerenskij je v zajetí a vyhlásil stanné právo. Nato ho premiér odvolal, protože to pokládal za pokus o puč (Kornilovův puč). Alexejev Kornilova zajal a uvěznil a na příkaz Kerenského zatkl carovu rodinu.
Po říjnové revoluci uprchl od Novočerkassku, kde založil tzv. Alexejevovu důstojnickou organizaci, která se stala základem Bílé armády. Poté odešel k Donu, kde se s Kornilovem spojil.
Alexejev zemřel na srdeční chorobu v Jekatěrinodaru. Byl pohřben v tamním klášteře, ale později bylo jeho tělo převezeno do Bělehradu, kde zůstává dodnes.